# أكسل محمد باكايوكو
أكسل محمد باكايوكو (بالفرنسية: Axel Bakayoko)‏ (6 يناير 1998 في فرنسا - ) هو لاعب كرة قدم فرنسي في مركز جناح ‏. لعب مع إنتر ميلان.

## وصلات خارجية
- أكسل محمد باكايوكو على موقع الاتحاد الأوربي (الإنجليزية)
- أكسل محمد باكايوكو على موقع قاعدة بيانات كرة القدم.إي يو (الإنجليزية)
- أكسل محمد باكايوكو على موقع Soccerbase.com (لاعب) (الإنجليزية)
- أكسل محمد باكايوكو على موقع Soccerway.com (الإنجليزية)
- أكسل محمد باكايوكو على موقع عالم كرة القدم.نت (الإنجليزية)
- أكسل محمد باكايوكو على موقع AS.com (الإسبانية)